# فرموزة
فرموزة نسبة إلى جزيرة فورموزا، هي أكلة تعود أصولها لشرق ووسط آسيا.
تحضّر هذه الوصفة في المطبخ الخليجي وهي معجنات محشوّة باللحم تقدّم عادةً مع معظم أنواع الكبسات. تحضّر عجينة الفرموزة من الدقيق، السمن، الخميرة، السكر والملح. أما الحشوة فتحضّر من اللحم، البصل، الثوم، الفلفل الأحمر، الكمون، الفلفل الأسود والملح. تدهن الفرموزة باستخدام البيض، حبة البركة والسمسم.
تحتوي قطعة الفرموزة (70غ تقريباً) على المعلومات الغذائية التالية:
- السعرات الحرارية: 168
- الدهون: 9
- الدهون المشبعة: 3
- الكوليسترول: 11
- الكاربوهيدرات: 16
- البروتينات: 5

## وصلات خارجية
وصفة الفرموزة مع معلوماتها الغذائية